# Raja Meziane
Raja Meziane (en árabe: رجاء مزيان‎; Maghnia, 1988) es una cantante, compositora, abogada y activista argelina.

## Trayectoria
Meziane nació en 1988 en la provincia de Tremecén en el noroeste de Argelia y creció en la ciudad de Chouhada. Su padre, Ahmed ("H'mida") Meziane, profesor universitario de ciencias naturales, murió joven de una enfermedad cardíaca cuando ella tenía ocho años. Se inició en la música y el teatro en los exploradores, grabó su primer álbum de canciones infantiles a la edad de 14 años.
En 2007, mientras estudiaba derecho en la universidad de Tlemcen, entró en el programa de talentos Alhane wa chabab donde fue finalista. Después de lanzar dos álbumes, con algunas canciones criticando al régimen, en 2013 intentó hacer un largometraje para el que escribió el guion y la música de la banda sonora. Incapaz de financiar este proyecto, decidió dedicarse a su trabajo como abogada. Sin embargo, el Colegio de Abogados de Argel se negó a emitir su certificado de prácticas sin dar explicación alguna.
Al no tener éxito ni en su faceta artística ni en las leyes, en 2015 se mudó a la República Checa, donde encontró un ambiente más propicio para el desarrollo de su carrera artística.

## Reconocimientos
En octubre de 2019, Meziane fue seleccionada como una de las 100 mujeres más influyentes de la BBC del año.